# STS-92
STS-92 (englisch Space Transportation System) ist die Missionsbezeichnung für einen Flug des US-amerikanischen Space Shuttles Discovery (OV-103) der NASA. Der Start erfolgte am 11. Oktober 2000. Es war die 100. Space-Shuttle-Mission und der 28. Flug der Raumfähre Discovery und der fünfte Flug eines Shuttles zur Internationalen Raumstation (ISS).

## Mannschaft
- Brian Duffy (4. Raumflug), Kommandant
- Pamela Melroy (1. Raumflug), Pilotin
- Leroy Chiao (3. Raumflug), Missionsspezialist
- Michael López-Alegría (2. Raumflug), Missionsspezialist
- William S. McArthur (3. Raumflug), Missionsspezialist
- Kōichi Wakata (2. Raumflug), Missionsspezialist (NASDA/ Japan)
- Peter Wisoff (4. Raumflug), Missionsspezialist

## Missionsbeschreibung
Die Discovery koppelte zwei Tage nach dem Start an die Internationale Raumstation an. Aufgrund eines Defekts an der Ku-Band-Antenne waren während der gesamten Mission keine Fernsehübertragungen möglich. Einige weitere Probleme, darunter ein Kurzschluss, konnten durch die Crew relativ schnell gelöst werden. Am 14. Oktober wurde das 9 Tonnen schwere Gitterstrukturelement Z1 (Z steht für Zenit) mit dem Manipulator der Raumfähre aus der Ladebucht der Discovery gehievt und an den vorgesehenen Andockplatz am Modul Unity manövriert. Dabei orientierte sich Astronaut Wakata auch mittels verschiedener Kameras, die in der Ladebucht des Shuttle und in Unity installiert waren. Als die entsprechenden Sensoren die korrekte Position des Bauteils anzeigten, wurde der Verschlussmechanismus ausgelöst.
Die Astronauten McArthur und Chiao stiegen am 15. Oktober für 6 Stunden und 28 Minuten aus dem Shuttle und verbanden 10 elektrische Kabel mit den entsprechenden Anschlüssen. Außerdem verlagerten sie die S-Band-Antenne aus ihrer Startposition. An ihrem endgültigen Standort wurde sie erst bei der nächsten Shuttle-Mission installiert. Im S-Band werden Daten über das TDRS-System mit maximal 192 kBit pro Sekunde übertragen. Die Space-To-Ground-Antenna (Weltraum-Boden-Antenne) hingegen erlaubt eine Datenrate von bis zu 50 MBit pro Sekunde und ist für die gleichzeitige Übertragung von 4 Videokanälen gedacht. Sie wurde während des Ausstieges in ihre endgültige Position gebracht. Schließlich montierten McArthur und Chiao eine Werkzeugbox für zukünftige Einsätze.
Am 16. Oktober arbeiteten Wisoff und López-Alegría 7 Stunden und 7 Minuten lang außenbords. Zunächst lösten sie die Halterungen für den dritten Kopplungsadapter PMA-3 (Pressurized Mating Adapter) in der Ladebucht der Discovery. Danach fungierten sie für Wakata, der erneut den Manipulatorarm bediente, als zusätzliche Augenpaare. Langsam wurde der 1,5 Tonnen schwere Adapter an seine vorgesehene Position dirigiert. Als diese erreicht war, wurden ferngesteuert mehrere Verbindungsbolzen aktiviert. Die weiteren Verbindungen wurden erst nach einer Temperaturangleichung realisiert.
Beim dritten Einsatz im freien Weltraum montierten McArthur und Chiao zwei Stromkonverter an Z1 und verlegten weitere Kabel. Außerdem bereiteten sie die Haltevorrichtungen für die Ankunft des Solarzellenmoduls vor. Schließlich installierten sie eine zweite Werkzeugbox. Der Ausstieg am 17. Oktober dauerte 6 Stunden und 48 Minuten.
Am 18. Oktober fand der letzte Außenbordeinsatz (6:56 Stunden) der Mission statt. Die Astronauten Wisoff und López-Alegría testeten dabei zunächst einen Verriegelungsmechanismus an Z1 und brachten einen Kabelschacht in Position, durch den Verbindungsleitungen zum 2001 eingetroffenen US-Labor Destiny laufen. Dann führten beide einen gesteuerten Flug innerhalb der Ladebucht der Discovery durch, wobei sie das neue Rettungssystem SAFER einsetzten. SAFER ist eine auf dem Rücken der Raumfahrer montierte Rettungshilfe mit Antriebsdüsen, die mit Stickstoffgas betrieben werden. Das System ist für den Fall gedacht, dass ein Raumfahrer während eines Außenbordeinsatzes trotz der vorgesehenen Sicherungsleine den Kontakt mit dem Shuttle oder der Station verliert.
Mit den Triebwerken der Discovery wurde die Bahn des Komplexes während dreier halbstündiger Antriebsphasen um etwa 8 Kilometer angehoben. Gleichzeitig wurden strukturelle Tests durchgeführt. Nach den erfolgreichen Montagearbeiten im Weltraum wurden die Gyroskope in Z1 angewärmt und kurzzeitig auf 100 Umdrehungen pro Minute angefahren. Außerdem wurden innerhalb des Moduls Unity Kabel zum neuen Kopplungsadapter verlegt sowie Computerausrüstung und Filmzubehör (IMAX) in die Station transportiert und ein Experiment zur Züchtung von Proteinkristallen in der Schwerelosigkeit ins Shuttle gebracht. Das Experiment war mit der Atlantis im September in die Station gelangt. Routineexperimente betrafen die Erfassung von GPS-Daten zur Navigation und den Test eines Halbleiter-Sternsensors zur Bahnverfolgung großer und heller Ziele. Damit soll die Navigation in der Nähe der Station erleichtert werden.
Die Discovery landete wegen schlechten Wetters an beiden möglichen Landeorten zwei Tage später als ursprünglich geplant auf dem Gelände der Edwards Air Force Base in Kalifornien.

## Trivia
Der Zeitraum zwischen der Landung von STS-92 am 24. Oktober 2000 um 20:59:41 UTC und dem Start von Sojus TM-31 zur Internationalen Raumstation ISS am 31. Oktober 2000 um 07:52:47 UTC war die bisher letzte Phase, in der sich kein einziger Mensch im All befand. Diese Phase dauerte genau 6 Tage 10 Stunden 53 Minuten 6 Sekunden.